# Тихомир Франкович
Тихомир Франкович (30 вересня 1970) — хорватський академічний веслувальник.
Бронзовий призер Олімпійських Ігор 2000 року в складі вісімки, учасник 1996 року.